# Ацесулфам калий
Ацесулфам калий, известен също като ацесулфам K (K е знакът на елемента калий), е изкуствен подсладител без хранителна стойност. В ЕС се обозначава с кода E950 и по този начин се посочва на етикетите на хранителните продукти, които го съдържат. 
Веществото е открито случайно през 1967 г. от немския химик Карл Клаус, работил в Hoechst AG (сега Nutrinova). По отношение на химичната си структура веществото е калиевата сол на 6-метил-1,2,3-окситиазин-4(3Н)-он-2,2-диоксид. При стайна температура това е кристален бял прах с химична формула C4H4KNO4S.
Ацесулфам K е 200 пъти по-сладък от захарозата (обикновената трапезна захар), подобно на аспартама. Захаринът е по-сладък от него и има горчив послевкус. Хранителната компания Kraft е регистрирала патент за използване на натриев ферулат, за да прикрие този послевкус. Ацесулфам K обикновено се смесва с други изкуствени подсладители като захароза и аспартам, за да се придаде общ захароподобен вкус, при който всеки подсладител балансира страничните аромати на другите подсладители.
За разлика от аспартама, ацесулфам K не се разлага при готвене и печене и е устойчив на умерена киселинност и алкални условия. Поради тази си характеристика той се използва широко в комбинация с други подсладители в печени продукти и газирани безалкохолни напитки.